# ويليام مساري
ويليام مساري هو لاعب كرة قدم برازيلي في مركز الدفاع، ولد في 25 يوليو 1990 في كريسيوما في البرازيل. لعب مع نادي إنترناسيونال.

## وصلات خارجية
- ويليام مساري على موقع قاعدة بيانات كرة القدم.إي يو (الإنجليزية)
- ويليام مساري على موقع Soccerway.com (الإنجليزية)